# Lophuromys brunneus
Lophuromys brunneus — вид родини мишевих з Південної Ефіопії.

## Опис
Голотип мав тіло довжиною 125 міліметрів і хвіст довжиною 80 міліметрів. Тіло блідо-коричневе з блідо-коричневим або глинистого кольору черевом.

## Ареал і середовище проживання
L. brunneus є ендеміком високогір’я Південної Ефіопії, від гір Семієн до Манно-Джімми. Типова місцевість навколо річки Омо.

## Історія
Спочатку він був описаний як підвид Lophuromys aquilus (L. aquilus brunneus) у 1906 році Олдфілдом Томасом на основі зразка, зібраного 13 травня 1905 року. Його перекласифікували як підвид Lophuromys flavopunctatus у 1936 році як синонім підвиду L. flavopunctatus zaphiri. У 2002 році йому було присвоєно статус виду.

## Філогенез
Вид тісно пов’язаний з ефіопським лісовим щуром (Lophuromys chrysopus). Вважається, що він схрещувався з L. flavopunctatus.